# Центральний Європейський нафтогазоносний басейн
Центральний Європейський нафтогазоносний басейн — басейн, що розташований на території Великої Британії (східна прибережна частина), Бельгії, Нідерландів, Німеччини, Данії, Швеції (південне закінчення о.Готланд), Польщі, на шельфах Північного (сектори Великої Британії, Нідерландів, Німеччини, Данії та Норвегії) та Балтійського (сектори Німеччини, Польщі, Росії, країн Прибалтики та Швеції) морів. Площа 1028 тис. км², у тому числі 533 тис. км² в акваторії.

## Історія
Пошуковорозвідувальні роботи в басейні ведуться з кінця 19 в. на території Німеччини, перше нафтове родовище (Нінхаген) відкрито в 1870, розробляється з 1871, газове (Бентхайм) у 1938, розробляється з 1938.

## Геологія
Басейн приурочений до величезної складнопобудованої області прогину, яка охоплює частини трьох великих геоструктурних елементів: Східно-Європейської, Середньоєвропейської та Західно-Європейської платформ. У структурі басейна виділяють три великих елемента — Північноморську та Балтійську синеклізи і Люблінсько-Львівську западину. Осадовий чохол складають породи від протерозойських до четвертинних. Максимальна його товщина 12-14 км (Північноморська синекліза). Регіонально нафтоносні теригенні та карбонатні відклади середнього кембрію, девону, карбону, пермі, юри, крейди та палеоцену. Колектори гранулярні та тріщинні. Поклади представлені всіма відомими типами як у пластових, так і в масивних резервуарах. Глибина залягання продуктивних горизонтів від 200 до 4000 м. Густина нафт від 800 до 987 кг/м³, вміст S найчастіше становить понад 0,5 % (рідше до 9,6 %). Гази надзвичайно різноманітні за складом і з високими концентраціями невуглеводневих сполук: N2 до 95 %, Н2S до 12 %, Не до 0,8 %.

## Найбільші нафтові родовища. Нафтовидобуток
Найбільші нафтові родовища — Статфорд (початкові промислові запаси 317 млн т), Фортис (240 млн т), Екофіск (230 млн т), Брент (215 млн т); газові — Гронінген (1870 млрд м³), Тролль (1287 млрд м³), Леман (330 млрд м³), Фрігг (225 млрд м³). У межах басейну діє багато нафтопереробних заводів, найбільші з яких знаходяться в Антверпені (потужність 15,5 млн т), Роттердамі (21,8 млн т). По території басейну проходять траси найбільших в Європі газопроводів: Північно-Західний (від Вільгельмсхафена до Статфорда), Трансєвропейський (Гронінген — Мортара), газорозподільча мережа від родовища Гронінген. Найбільші нафтопроводи Екофіск — Тиспорт, Брент — Саллом-Во, Роттердам — Франкфурт-на-Майні. Основні центри видобування — Екофіск, Слохтерен та ін.